# Равнина (Альшеевский район)
Равнина — исключённая из учётных данных в 1986 году деревня (ранее — посёлок) Кызыльского сельсовета Альшеевского района Башкирской АССР РСФСР.
В 1952 году — посёлок, входил в Ново-Константиновский сельсовет, в 2 км от села Ново-Константиновка (сейчас — Новоконстантиновка), в 40 км от Раевки (ж.д. станции и райцентра (с 2005 года — село Раевский)). Находился на р. Кызыл.
Ликвидирована согласно Указу Президиума ВС Башкирской АССР от 12.12.1986 N 6-2/396 «Об исключении из учётных данных некоторых населенных пунктов».
Сохранилось кладбище по координатам 53.827365, 55.227370